# Ryning
Ryning var en svensk adlig ätt, som under 1400- och 1600-talen hade en betydande ställning som frälseätt. Ätten härstammade från Greger Ryning, som levde i Skåne omkring 1360 och förde i vapnet en silverbjälke i blått och rött fält och på hjälmen fyra påfågelfjädrar. Ätten introducerades på Sveriges Riddarhus vid dess bildande 1625 och vann genom en av sina medlemmar friherrlig värdighet 1651 som friherrlig ätt nummer 15.

## Kända medlemmar av ätten
Flera av släkten Ryning har suttit i svenska riksrådet. Bland dessa kan nämnas:
- Bengt Ryning (död i slutet av år 1505), son till Erik Ryning (död före 1499), riksråd, en av Sten Stures och Svante Nilssons anhängare, som tillsammans med biskop Matts Gregersson i Strängnäs var svenskt sändebud till Danmark 1504.
- Nils Ryning (1520-1578), son till Erik Ryning (död 8 november 1520). Han ingick en tid i hertig Karls furstliga råd. Erik XIV sände honom på beskickning till Ryssland och han blev senare fångvaktare åt Erik XIV. Död 1578.
- Axel Ryning (1552-1629), son till Nils Ryning, riksamiral, riksråd 1602-05-27 och en av Gustav II Adolfs förmyndare. Ståthållare på Reval 1605-09-13. Riksmarsk 1611. Född 1552. Död 1629.
- Erik Ryning (1592-1654), son till Erik Ryning (död 1613), friherre, amiral och riksråd. Död barnlös 6 december 1654.

Bland övriga i släkten kan nämnas:
- Erik Ryning (död 8 november 1520), son till Bengt Ryning (död 1505), riksråd, som var med om att övertala Kristina Nilsdotter (Gyllenstierna) att ge upp Stockholm åt Kristian II. Han blev ett av offren vid Stockholms blodbad 1520.
- Olof Ryning, son till Bengt Ryning (död 1505). Olof Bengtsson Ryning var en av de sex män som 1518 lämnades som gisslan åt Kristian II, tillsammans med bland andra Gustav Vasa. Stred under Gustaf Vasas befrielsekrig ännu under sensommaren 1521 på konung Christians sida och blev, troligen i augusti, sårad i en träffning vid Kolsund. Gick sedan över till Gustaf Vasa. I slottsloven på Kalmar 1526–1527.
- Olof Ryning (död 1589), son till Nils Ryning (1520-1578), var 1583 konung Johan III:s hovmarskalk och kammarjunkare. Död 1589.
- Erik Ryning (död 1613), son till Nils Ryning (1520-1578), ståthållare på Västerås slott samt över Västmanland och Dalarna.

Den manliga delen av släkten dog ut 1654, då Erik Ryning avled.